# Pływanie na Letnich Igrzyskach Olimpijskich 1964
pływanie na Letnich Igrzyskach Olimpijskich 1964 w Tokio rozgrywane było w dniach 11 – 18 października na pływalni Yoyogi National Gymnasium. W zawodach wzięło udział 405 pływaków, w tym 162 kobiet i 243 mężczyzn, z 42 krajów. Po raz pierwszy w programie igrzysk znalazły się indywidualne wyścigi kobiet i mężczyzn w stylu zmiennym oraz sztafeta 4 × 100 m stylem dowolnym mężczyzn. Najlepszy wynik medalowy osiągnął reprezentant Stanów Zjednoczonych – Don Schollander, który 4-krotnie stawał na najwyższym stopniu podium. Polacy nie startowali.

## Klasyfikacja medalowa
| Miejsce | Państwo                       | Złoto | Srebro | Brąz | Razem |
| ------- | ----------------------------- | ----- | ------ | ---- | ----- |
| 1.      | Stany Zjednoczone             | 13    | 8      | 8    | 29    |
| 2.      | Australia                     | 4     | 1      | 4    | 9     |
| 3.      | ZSRR                          | 1     | 1      | 2    | 4     |
| 4.      | Wspólna Reprezentacja Niemiec | 0     | 4      | 2    | 6     |
| 5.      | Holandia                      | 0     | 2      | 1    | 3     |
| 6.      | Francja                       | 0     | 1      | 0    | 1     |
| 6.      | Wielka Brytania               | 0     | 1      | 0    | 1     |
| 8.      | Japonia                       | 0     | 0      | 1    | 1     |
| Razem   | Razem                         | 18    | 18     | 18   | 54    |

## Medaliści

### Mężczyźni
| Konkurencja:                          | Złoto: | Czas    | Srebro: | Czas    | Brąz: | Czas    |
| 100 m stylem dowolnym (szczegóły)     | Don Schollander · Stany Zjednoczone                                                                              | 53,4    | Bob McGregor · Wielka Brytania | 53,5    | Hans-Joachim Klein Wspólna Reprezentacja Niemiec                                                             | 54,0    |
| 400 m stylem dowolnym (szczegóły)     | Don Schollander · Stany Zjednoczone                                                                              | 4:12,2  | Frank Wiegand Wspólna Reprezentacja Niemiec                                                                                          | 4:14,9  | Allan Wood · Australia                                                                                       | 4:15,1  |
| 1500 m stylem dowolnym (szczegóły)    | Bob Windle · Australia                                                                                           | 17:01,7 | John Nelson · Stany Zjednoczone | 17:03,0 | Allan Wood · Australia                                                                                       | 17:07,7 |
| 200 m stylem grzbietowym (szczegóły)  | Jed Graef · Stany Zjednoczone                                                                                    | 2:10,3  | Gary Dilley · Stany Zjednoczone | 2:10,5  | Bob Bennett · Stany Zjednoczone                                                                              | 2:13,1  |
| 200 m stylem klasycznym (szczegóły)   | Ian O’Brien · Australia                                                                                          | 2:27,8  | Heorhij Prokopenko · ZSRR | 2:28,2  | Chet Jastremski · Stany Zjednoczone                                                                          | 2:29,6  |
| 200 m stylem motylkowym (szczegóły)   | Kevin Berry · Australia                                                                                          | 2:06,6  | Carl Robie · Stany Zjednoczone | 2:07,5  | Fred Schmidt · Stany Zjednoczone                                                                             | 2:09,3  |
| 400 m stylem zmiennym (szczegóły)     | Dick Roth · Stany Zjednoczone                                                                                    | 4:45,4  | Roy Saari · Stany Zjednoczone | 4:47,1  | Gerhard Hetz Wspólna Reprezentacja Niemiec                                                                   | 4:51,0  |
| 4 × 100 m stylem dowolnym (szczegóły) | Stany Zjednoczone · Stephen Clark (52,9) = · Mike Austin (53,9) · Gary Ilman (53,4) · Don Schollander (53,0)     | 3:33,2  | Wspólna Reprezentacja Niemiec Horst Löffler (55,8) Frank Wiegand (54,2) Uwe Jacobsen (54,8) Hans-Joachim Klein (52,4)                | 3:37,2  | Australia · David Dickson (54,6) · Peter Doak (55,0) · John Ryan (55,3) · Bob Windle (54,2)                  | 3:39,1  |
| 4 × 200 m stylem dowolnym (szczegóły) | Stany Zjednoczone · Stephen Clark (2:00,0) · Roy Saari (1:58,1) · Gary Ilman (1:58,4) · Don Schollander (1:55,6) | 7:52,1  | Wspólna Reprezentacja Niemiec Horst-Günther Gregor (2:02,0) Gerhard Hetz (2:01,8) Frank Wiegand (1:57,6) Hans-Joachim Klein (1:57,9) | 7:59,3  | Japonia · Makoto Fukui (2:00,5) · Kunihiro Iwasaki (2:01,1) · Toshio Shoji (2:01,7) · Yukiaki Okabe (2:00,5) | 8:03,8  |
| 4 × 100 m stylem zmiennym (szczegóły) | Stany Zjednoczone · Thompson Mann (59,6) · Bill Craig (1:09,6) · Fred Schmidt (56,8) · Stephen Clark (52,4)      | 3:58,4  | Wspólna Reprezentacja Niemiec Ernst Küppers (1:01,4) Egon Henninger (1:07,7) Horst-Günther Gregor (59,8) Hans-Joachim Klein (52,7)   | 4:01,6  | Australia · Peter Reynolds (1:03,0) · Ian O’Brien (1:07,8) · Kevin Berry (57,7) · David Dickson (53,8)       | 4:02,3  |

### Kobiety
| Konkurencja:                          | Złoto: | Czas   | Srebro:                                                                                                 | Czas   | Brąz: | Czas   |
| 100 m stylem dowolnym (szczegóły)     | Dawn Fraser · Australia | 59,5   | Sharon Stouder · Stany Zjednoczone                                                                      | 59,9   | Kathleen Ellis · Stany Zjednoczone                                                                                           | 1:00,8 |
| 400 m stylem dowolnym (szczegóły)     | Virginia Duenkel · Stany Zjednoczone                                                                                       | 4:43,3 | Marilyn Ramenofsky · Stany Zjednoczone                                                                  | 4:44,6 | Terri Stickles · Stany Zjednoczone                                                                                           | 4:47,2 |
| 100 m stylem grzbietowym (szczegóły)  | Cathy Ferguson · Stany Zjednoczone                                                                                         | 1:07,7 | Kiki Caron · Francja                                                                                    | 1:07,9 | Virginia Duenkel · Stany Zjednoczone                                                                                         | 1:08,0 |
| 200 m stylem klasycznym (szczegóły)   | Galina Prozumienszczikowa · ZSRR                                                                                           | 2:46,4 | Claudia Kolb · Stany Zjednoczone                                                                        | 2:47,6 | Swietłana Babanina · ZSRR | 2:48,6 |
| 100 m stylem motylkowym (szczegóły)   | Sharon Stouder · Stany Zjednoczone                                                                                         | 1:04,7 | Ada Kok · Holandia                                                                                      | 1:05,6 | Kathleen Ellis · Australia                                                                                                   | 1:06,0 |
| 400 m stylem zmiennym (szczegóły)     | Donna de Varona · Stany Zjednoczone                                                                                        | 5:18,7 | Sharon Finneran · Stany Zjednoczone                                                                     | 5:24,1 | Martha Randall · Stany Zjednoczone                                                                                           | 5:24,2 |
| 4 × 100 m stylem dowolnym (szczegóły) | Stany Zjednoczone · Sharon Stouder (1:01,2) · Donna de Varona (1:00,9) · Lillian Watson (1:00,7) · Kathleen Ellis (1:01,0) | 4:03,8 | Australia · Robyn Thorn (1:03,8) · Janice Murphy (1:02,9) · Lyn Bell (1:01,6) · Dawn Fraser (58,6)      | 4:06,9 | Holandia · Pauline van der Wildt (1:04,6) · Toos Beumer (1:03,8) · Winnie van Weerdenburg (1:02,6) · Erica Terpstra (1:01,0) | 4:12,0 |
| 4 × 100 m stylem zmiennym (szczegóły) | Stany Zjednoczone · Cathy Ferguson (1:08,6) · Cynthia Goyette (1:18,3) · Sharon Stouder (1:06,1) · Kathleen Ellis (1:00,9) | 4:33,9 | Holandia · Corrie Winkel (1:12,2) · Klenie Bimolt (1:18,5) · Ada Kok (1:05,0) · Erica Terpstra (1:01,3) | 4:37,0 | ZSRR · Tatjana Sawieljewa (1:11,1) · Swietłana Babanina (1:15,3) · Tetiana Dewiatowa (1:09,3) · Natalja Ustinowa (1:03,5)    | 4:39,2 |